# ASG Vorwärts Neubrandenburg
Die ASG Vorwärts Neubrandenburg war eine Mehrsparten-Sportgemeinschaft unter dem Dach der Armeesportvereinigung Vorwärts und bestand von 1957 bis 1984.

## ASK Vorwärts KVP Prenzlau
Die spätere Armeesportgemeinschaft (ASG) wurde am 10. Februar 1957 nach Übernahme des Zentralen Sportklubs Vorwärts KVP Prenzlau gegründet. Die Prenzlauer hatten eine starke Gewichtheber-Sektion und stellten 1956 mit Hamann den DDR-Mittelschwergewichtsmeister. Die Fußballer des ASK Prenzlau spielten ab 1952 in der dritt- später viertklassigen Bezirksklasse Neubrandenburg, stiegen 1955 in die Bezirksliga auf und wurden dort 1956 Bezirksmeister.

## ASK/ASG Vorwärts Neubrandenburg

### Fußball
Zur Saison 1957 (Kalenderjahr-Spielzeit) übernahm der ASK Vorwärts Neubrandenburg den Bezirksligaplatz der Prenzlauer Fußballmannschaft. Die Neubrandenburger wurden Bezirksmeister und stiegen in die drittklassige 2. DDR-Liga auf. 1960 wurde der ASK in der 2. DDR-Liga Staffelsieger und erreichte in der Aufstiegsrunde den zweiten Platz, mit dem man sich für 1. DDR-Liga qualifizierte. In der zweithöchsten Spielklasse konnten sich die Armeefußballer bis 1969 halten, zuvor war der Armeesportklub zur Armeesportgemeinschaft herabgestuft worden. 1970 stieg die ASG Vorwärts in die Bezirksliga ab, die nach Einstellung der 2. DDR-Liga drittklassig geworden war. Dort blieb man für eine Spielzeit und stieg als 1971 Bezirksmeister wieder in die DDR-Liga auf. Ihr bestes Ergebnis erreichten die Armeefußballer 1978, als sie in ihrer Ligastaffel Platz eins erreichten. Erneut nahmen sie in einer Aufstiegsrunde teil, die diesmal zum Aufstieg in die DDR-Oberliga führen sollte. Der Aufstieg wurde jedoch verpasst, da die Neubrandenburger ASG mit nur einem Sieg unter fünf beteiligten Mannschaften lediglich Platz vier belegte. Vorwärts Neubrandenburg spielte noch bis 1984 in der DDR-Liga und wurde in diesem Jahr noch einmal Staffelsieger. Noch vor Beginn der Aufstiegsrunde wurde die Fußballmannschaft jedoch aufgelöst (siehe unten).
Zu ihren bekanntesten Fußballspielern zählen Alfred Zulkowski, Uwe Bengs, Axel Bergmann, Uwe Bloch, Michael Brüsehaber, Hartmut Felsch, Dieter Lenz, Gerd Kische, Reinhard Lauck, Manfred Müller (von 1972 bis 1984 auch Trainer der ASG), Klaus Papies, Joachim Sigusch, Bernhard Zuch.
Statistik:
- Teilnahme DDR-Liga: 1961/62 bis 1969/70, 1971/72 bis 1983/84
- Teilnahme II. DDR-Liga: 1958, 1959, 1960
- Ewige Tabelle der DDR-Liga: Rang 14

### Gewichtheben
Als ASK Vorwärts waren die Gewichtheber besonders in den Jahren 1958 und 1959 erfolgreich. 1958 wurden Wilhelm Großmann im Bantamgewicht und Peter Müller im Mittelschwergewicht DDR-Meister. 1959 wurde Vorwärts Neubrandenburg im Mannschaftswettbewerb Dritter. DDR-Rekorde stellten Wilhelm Thon (1957) und Dieter Czech (1958, 1959) auf.

### Tischtennis
Die ASG Vorwärts Neubrandenburg war eine von zwei Armeesportgemeinschaften (ASG) in der DDR. Die zweite war die ASG Vorwärts Brandenburg. Viele Jahre spielte die ASG Neubrandenburg in der zweithöchsten Spielklasse der DDR, der DDR-Liga, im guten Mittelfeld eine wichtige Rolle, wurden doch Nachwuchskader des DTTV (Deutscher Tischtennis-Verband der DDR) während ihres Grundwehrdienstes in der NVA nach Neubrandenburg delegiert.

## Auflösung
Die Armeesportvereinigung Vorwärts als Dachverband der Armeesportgemeinschaften beschloss 1984 zur Straffung ihrer Organisation die Auflösung der ASG Vorwärts Neubrandenburg zum 1. Mai. Ein Großteil der Fußballspieler wechselte zur BSG Post Neubrandenburg. Die Sektion Gewichtheben war bereits 1960 zum ASK Vorwärts Leipzig transferiert worden.